# Microsoft Surface
Microsoft Surface är en serie portabla datorer, från det amerikanska datorföretaget Microsoft. Till Surface finns ett dockbart tangentbord vilket gör att den både kan användas som en surfplatta och som en vanlig PC. Två versioner planeras, en enklare version med ARM-processor och Windows RT, samt en mer avancerad version med Intel Core i5 processor och Windows 8 Pro. På RT-versionen kan man endast använda appar från Windows Store, Pro-versionen är däremot även kompatibel med vanliga Windowsprogram. Produktserien presenterades första gången den 18 juni 2012 av Microsofts VD Steve Ballmer på en presskonferens i Los Angeles. Surface med Windows RT började säljas 26 oktober 2012.
Sedan lanseringen av första versionen av Surface Pro och Surface RT har Microsoft fortsatt lansera nya versioner av Surface Pro samt adderat produkterna Surface Book, Surface Laptop, Surface Go, Surface Laptop Go, Surface Studio, Surface Hub samt smarttelefonen Surface Duo. 

## Versioner
| Modell          | Surface RT                                        | Surface Pro 1                                               | Surface Pro 2                        |
| --------------- | ------------------------------------------------- | ----------------------------------------------------------- | ------------------------------------ |
| Operativsystem  | Windows RT                                        | Windows 8 Pro                                               | Windows 8.1 Pro                      |
| Processor       | ARM                                               | Intel Core i5                                               | Intel Core i5                        |
| Vikt            | 676 gram                                          | 903 gram                                                    | 900 gram                             |
| Tjocklek        | 9,3 mm                                            | 13,5 mm                                                     | 13,5 mm                              |
| Bildskärm       | 10.6″ 1366×768                                    | 10.6″ 1920×1080                                             | 10.6″ 1920×1080                      |
| Anslutningar    | microSD, USB 2.0, Micro HD Video, 2x2 MIMO antenn | microSDXC, USB 3.0, Mini DisplayPort Video, 2x2 MIMO antenn | microSDXC, USB 3.0, Mini DisplayPort |
| Lagringsutrymme | 32 GB eller 64 GB                                 | 64 GB eller 128 GB                                          | 64/128/256/512GB                     |
| Batteri         | 31,5 Wh                                           | 42 Wh                                                       | 42 Wh                                |